# Nécropole de Bijača
La nécropole de Bijača se trouve en Bosnie-Herzégovine, sur le territoire du village de Bijača et dans la municipalité de Ljubuški. Elle abrite 33 stećci, un type particulier de tombes médiévales. Elle est inscrite sur la liste des monuments nationaux de Bosnie-Herzégovine et fait partie des 22 sites bosniens inscrits au patrimoine mondial de l'UNESCO au sein des «  cimetières de tombes médiévales stećci ».